# Judge Reinhold
Edward Ernest 'Judge' Reinhold Jr. (Wilmington, 21 mei 1957) is een Amerikaans acteur. Hij werd in 1994 genomineerd voor een Emmy Award voor zijn gastrol als Aaron in Seinfeld. Hij debuteerde in 1980 op het witte doek als Leroy Beecher in Running Scared en was sindsdien te zien in meer dan vijftig films, meer dan zeventig als zijn televisiefilms worden meegeteld.
Reinhold speelde gedurende zijn acteercarrière onder meer verschillende personages die opnieuw opdoken in meerdere vervolgfilms. Zo speelde hij wapenfanaat William 'Billy' Rosewood in Beverly Hills Cop en keerde hij in die rol terug in Beverly Hills Cop II en Beverly Hills Cop III. In hetzelfde jaar dat laatstgenoemde film uitkwam, verscheen Reinhold ook voor het eerst als Neil Miller in The Santa Clause. Dit deed hij opnieuw in The Santa Clause 2 en The Santa Clause 3: The Escape Clause. Tussendoor speelde hij in zowel Beethoven's 3rd als Beethoven's 4th, waarin hij als de brave huisvader Richard Newton tegen wil en dank zit opgescheept met een enorme maar goedaardige Sint-Bernard.
Reinhold trouwde in 2000 met Amy Miller, zijn tweede echtgenote. Hij was daarvoor getrouwd met castingdirectrice Carrie Frazier.

## Filmografie
*Exclusief 15+ televisiefilms
| - So Others May Live (2008) - Swing Vote (2008) - The Santa Clause 3: The Escape Clause (2006) - Hermie & Friends: Stanley the Stinkbug Goes to Camp (2006) - Checking Out (2005) - The Hollow (2004) - Clifford's Really Big Movie (2004, stem) - The Santa Clause 2 (2002) - Whacked! (2002) - Beethoven's 4th (2001) - Betaville (2001) - Hollywood Palms (2001) - No Place Like Home (2001) - The Meeksville Ghost (2001) - Enemies of Laughter (2000) - Wild Blue (2000) - Ping! (2000) - Beethoven's 3rd (2000) - NewsBreak (2000) - Big Monster on Campus (2000) - Mindstorm (2000) - Walking Across Egypt (1999) - Robots of Mars (1999, stem) - Puss in Boots (1999) - My Brother the Pig (1999) - Homegrown (1998) - Family Plan (1997) | - Last Lives (1997) - Crackerjack 2 (1996) - The Santa Clause (1994) - Beverly Hills Cop III (1994) - Bank Robber (1993) - Baby on Board (1992) - Zandalee (1991) - Enid Is Sleeping (1990) - Daddy's Dyin'... Who's Got the Will? (1990) - Rosalie Goes Shopping (1989) - A Soldier's Tale (1988) - Vice Versa (1988) - The New Homeowner's Guide to Happiness (1988) - Beverly Hills Cop II (1987) - Ruthless People (1986) - Off Beat (1986) - Love Struck (1986) - Head Office (1985) - Beverly Hills Cop (1984) - Gremlins (1984) - Roadhouse 66 (1984) - The Lords of Discipline (1983) - Fast Times at Ridgemont High (1982) - Pandemonium (1982) - Stripes (1981) - Running Scared (1980) |

- Bibsys: 6089067
- Biblioteca Nacional de España: XX1109326
- Bibliothèque nationale de France: cb140286461 (data)
- Gemeinsame Normdatei: 141499699
- International Standard Name Identifier: 0000 0001 1558 6030
- Library of Congress Control Number: no95030118
- Nationale Bibliotheek van Tsjechië: xx0155908
- Nationale bibliotheek van Australië: 35399409
- Nationale Bibliotheek van Polen: a0000001276878
- Nederlandse Thesaurus van Auteursnamen: 073781711
- LIBRIS: 384641
- SNAC: w6d51hfp
- Système universitaire de documentation: 059377690
- Trove: 939153
- Virtual International Authority File: 4514548
- WorldCat: E39PBJrm8wgGtpXyMKpfGwmjmd